# サイレン (砲艦)
サイレン (USS Siren) は南北戦争時のアメリカ合衆国海軍の艦艇。tincladと呼ばれる浅吃水の砲艦の一隻。tincladには番号が振られており、「サイレン」は56である。
「サイレン」は船尾外輪船で、トン数232トン、長さ154フィート7インチ、幅32フィート3インチ。機関2基、ボイラー2基搭載で、流れに逆らって時速7マイルで航行できるといわれた。兵装は30ポンド前装施条砲2門と24ポンド榴弾砲6門であった。
元は1862年夏にパーカーズバーグで建造された「ホワイト・ローズ (White Rose)」で、1864年3月11日に34500ドルで海軍が購入。マウンド・シティで新兵収容艦として使用された後tincladに改装され、「サイレン」と改名されて8月30日にJames Fitzpatrickの指揮下就役した。
ジョセフ・シェルビー率いる南軍がケープジラードを攻撃しようとしているとの知らせがあると「サイレン」は9月23日に同地へ派遣されたが、結局それは誤報であった。
1865年2月、モービルに対する作戦のため装甲艦2隻と「サイレン」以下tinclad4隻が派遣されることとなったが、海で使用できるようにするために時間やコストがかかりすぎるとしてtinclad4隻は送り返された。
「サイレン」は1865年8月12日にマウンド・シティで退役し、同年8月17日に売却。商船「ホワイト・ローズ (White Rose)」となり、1867年に船舶登録簿から消えている。